# 2023년 싱가포르 그랑프리
2023년 싱가포르 그랑프리(2023 Singapore Grand Prix)는 2023년 9월 17일 싱가포르 마리나 베이의 마리나 베이 시가지 서킷에서 열린 포뮬러 원 2023 시즌 열다섯 번째 대회이다. 공식 대회명은 포뮬러 1 싱가포르 에어라인 싱가포르 그랑프리 2023(Formula 1 Singapore Airlines Singapore Grand Prix 2023)이다.
퀄리파잉 첫번째 세션에서 일어난 랜스 스트롤의 사고로 인해 경주는 19명의 드라이버로 출발하였다. 폴 포지션을 차지한 카를로스 사인스 주니어가 경주 내내 선두를 달리며 커리어 두 번째 그랑프리 우승을 달성하였으며, 랜도 노리스와 루이스 해밀턴이 각각 2위와 3위를 달성했다. 경주 중 상당 시간동안 조지 러셀이 포디엄 경쟁을 하고 있었으나, 마지막 랩 10번 코너에서 사고로 이탈하였다. 2023년 싱가포르 그랑프리는 시즌 중 유일하게 레드불 레이싱 소속 드라이버가 우승하지 못한 경주였으며, 막스 페르스타펀의 10연속 그랑프리 우승과 레드불 레이싱의 15연속 그랑프리 우승 기록이 종료되었다. 또한 스쿠데리아 알파타우리 소속의 리암 로슨이 9위로 경주를 마치며 첫 포인트 득점에 성공했다.